# Мутье-Малькар
Мутье́-Малька́р (фр. Moutier-Malcard, окс. Mostier Malcard) — коммуна во Франции, находится в регионе Лимузен. Департамент коммуны — Крёз. Входит в состав кантона Бонна. Округ коммуны — Гере.
Код INSEE коммуны — 23139.

## Население
Население коммуны на 2010 год составляло 545 человек.
| 1962 | 1968 | 1975 | 1982 | 1990 | 1999 | 2010 |
| ---- | ---- | ---- | ---- | ---- | ---- | ---- |
| 994  | 865  | 747  | 678  | 573  | 514  | 545  |

## Экономика
В 2010 году среди 319 человек трудоспособного возраста (15—64 лет) 189 были экономически активными, 130 — неактивными (показатель активности — 59,2 %, в 1999 году было 56,9 %). Из 189 активных жителей работали 174 человека (100 мужчин и 74 женщины), безработных было 15 (6 мужчин и 9 женщин). Среди 130 неактивных 23 человека были учениками или студентами, 65 — пенсионерами, 42 были неактивными по другим причинам.